# Charagochilus gyllenhalii

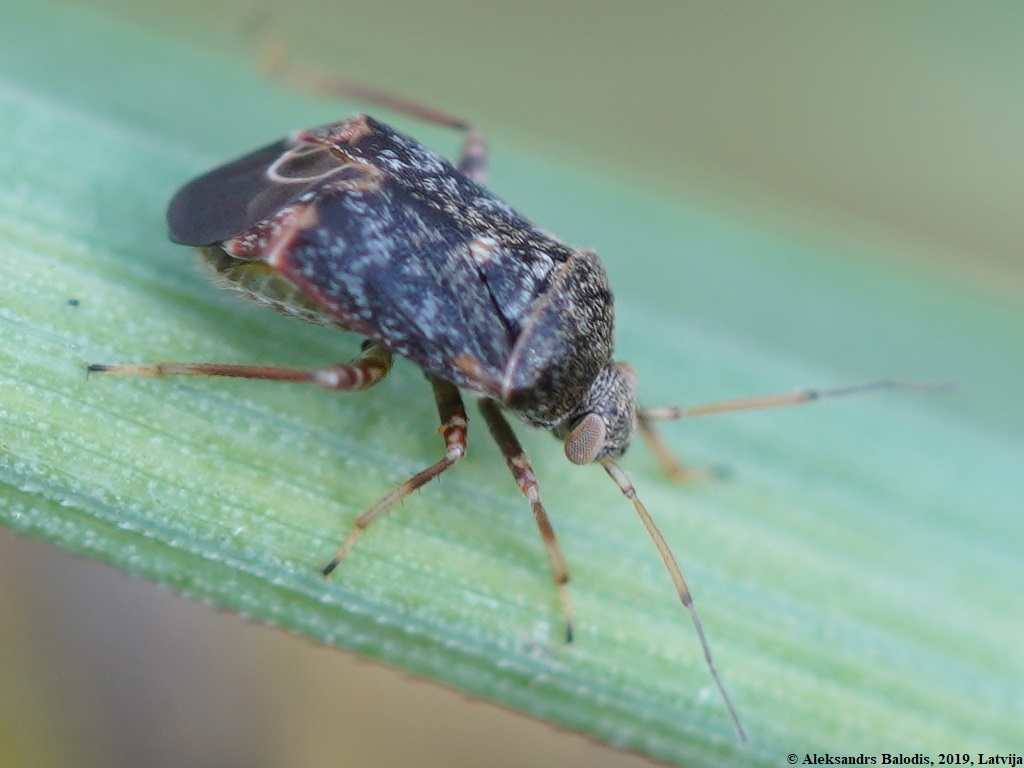

Charagochilus gyllenhalii ist eine Wanzenart aus der Familie der Weichwanzen (Miridae).

## Merkmale
Die Wanzen werden 3,1 bis 4,5 Millimeter lang. Arten der Gattung Charogochilus sind dunkel gefärbt und tragen eine schuppenartige, goldene Beflaumung. Die Membrane der Hemielytren ist meist nach unten gekrümmt und die Sporne der Schienen (Tibien) sind sehr fein und blass. Die meisten Individuen besitzen zurückgebildete (brachyptere) Flügel, die Männchen sind selten voll geflügelt (makropter). Anders als die fast schwarzen Imagines sind die Nymphen grün gefärbt.

## Vorkommen und Lebensraum
Die Art ist in Europa und Nordafrika sowie östlich bis Sibirien und Zentralasien verbreitet. In Deutschland und Österreich ist sie weit verbreitet und meist häufig. In den Alpen steigt die Art bis etwa 1600 Meter Seehöhe.
Besiedelt werden sehr trockene, warme, offene bis halbschattige und feuchte Lebensräume und sogar Moore.

## Lebensweise
Die Wanzen leben an Labkräutern (Galium), beispielsweise an Echtem Labkraut (Galium verum), Wiesen-Labkraut (Galium mollugo), Kletten-Labkraut (Galium aparine) oder Nordischem Labkraut (Galium boreale). Man findet sie auch an Rotem Zahntrost (Odontites vulgaris) und selten auch an Wiesen-Wachtelweizen (Melampyrum pratense). Sie saugen an den Reproduktionsorganen der Pflanzen. Die Überwinterung erfolgt als Imago in der Bodenstreu, in Moosen und in Pflanzenhorsten, gelegentlich auch auf Fichten und Kiefern. Die Weibchen legen ihre Eier im Mai an den Blättern und Stängeln der Wirtspflanzen ab. Die Nymphen kann man vor allem im Juni und Juli beobachten. Die adulten Wanzen der neuen Generation treten frühestens ab Ende Juni auf und überschneiden sich mit noch anzutreffenden Imagines der älteren Generation. Dadurch kann man fast das ganze Jahr über adulte Tiere finden. Die Paarung erfolgt überwiegend vor der Überwinterung von Juli bis September. Danach sterben zumindest die meisten Männchen.

## Belege